# 나이트 사파리
나이트 사파리(영어: night safari)는 야간에만 운영되거나 야행성 동물을 주로 전시하는 동물원을 의미한다. 이 용어를 처음 사용한 곳은 1994년 개원한 싱가포르의 나이트 사파리이다.

## 나이트 사파리 목록
- 싱가포르 - 나이트 사파리
- 태국 치앙마이주 치앙마이 - 치앙마이 나이트 사파리
- 말레이시아 페락주 타이핑 - 타이핑 동물원

## 같이 보기
- 사파리 (여행)